# Nicholas Wiseman
Nicholas Patrick Stephen Wiseman (ur. 2 sierpnia 1802 w Sewilli, Hiszpania  – zm. 15 lutego 1865 w Londynie) – angielski duchowny katolicki, pierwszy od czasów Reformacji katolicki arcybiskup Westminster i kardynał.

## Życiorys
Przyszedł na świat w Sewilli, ponieważ jego anglo-irlandzcy rodzice z powodów biznesowych osiedlili się w Hiszpanii. Po śmierci ojca w 1805 powrócił wraz z matką do Anglii. Ukończył Ushaw College w Durham, a następnie wyjechał do Rzymu do kolegium angielskiego, gdzie uzyskał doktorat z teologii. 19 marca 1825 otrzymał święcenia kapłańskie. Od 1827 wicerektor macierzystego kolegium. Był profesorem historii starożytnej i orientalistyki, badał jednocześnie starożytne manuskrypty znajdujące się w watykańskiej bibliotece. Papież Leon XII mianował go profesorem języków Wschodnich na rzymskim uniwersytecie. W latach 1828–1840 rektor kolegium angielskiego. W latach 1835–1836 odwiedził Anglię, gdzie zainteresował się ruchem oksfordzkim. Pisane przez niego prace teologiczne i ascetyczne zrobiły ogromne wrażenie na przyszłym kardynale Newmanie i całym ruchu oksfordzkim.
22 maja 1840 został mianowany koadiutorem wikariusza apostolskiego dla Dystryktu Centralnego w Anglii i dyrektorem Oscott College. Sakry udzielił mu kardynał Giacomo Fransoni. Ponieważ katolicyzm w Anglii rozwijał się coraz prężniej papież Pius IX przywrócił 29 września 1850 katolicką hierarchię w tym kraju. Powołana została metropolia w Westminster i 12 dalszych diecezji. Wiseman stanął na czele Kościoła angielskiego i otrzymał jednocześnie kapelusz kardynalski z tytułem prezbitera Santa Pudenziana. Stał się pierwszym od XVI wieku angielskim kardynałem. Zmarł w 1865 i pochowany został na jednym z londyńskich cmentarzy. W 1907 ciało przeniesiono do katedry w Westminster.